# سردشت (لارستان)
سردشت، روستایی در دهستان درز و سایبان بخش مرکزی شهرستان لارستان در استان فارس ایران است.

## جمعیت
بر پایه سرشماری عمومی نفوس و مسکن در سال ۱۳۹۵، جمعیت این روستا برابر با ۱۳۰ نفر (۳۳ خانوار) بوده است.